# فرانک کاپرا

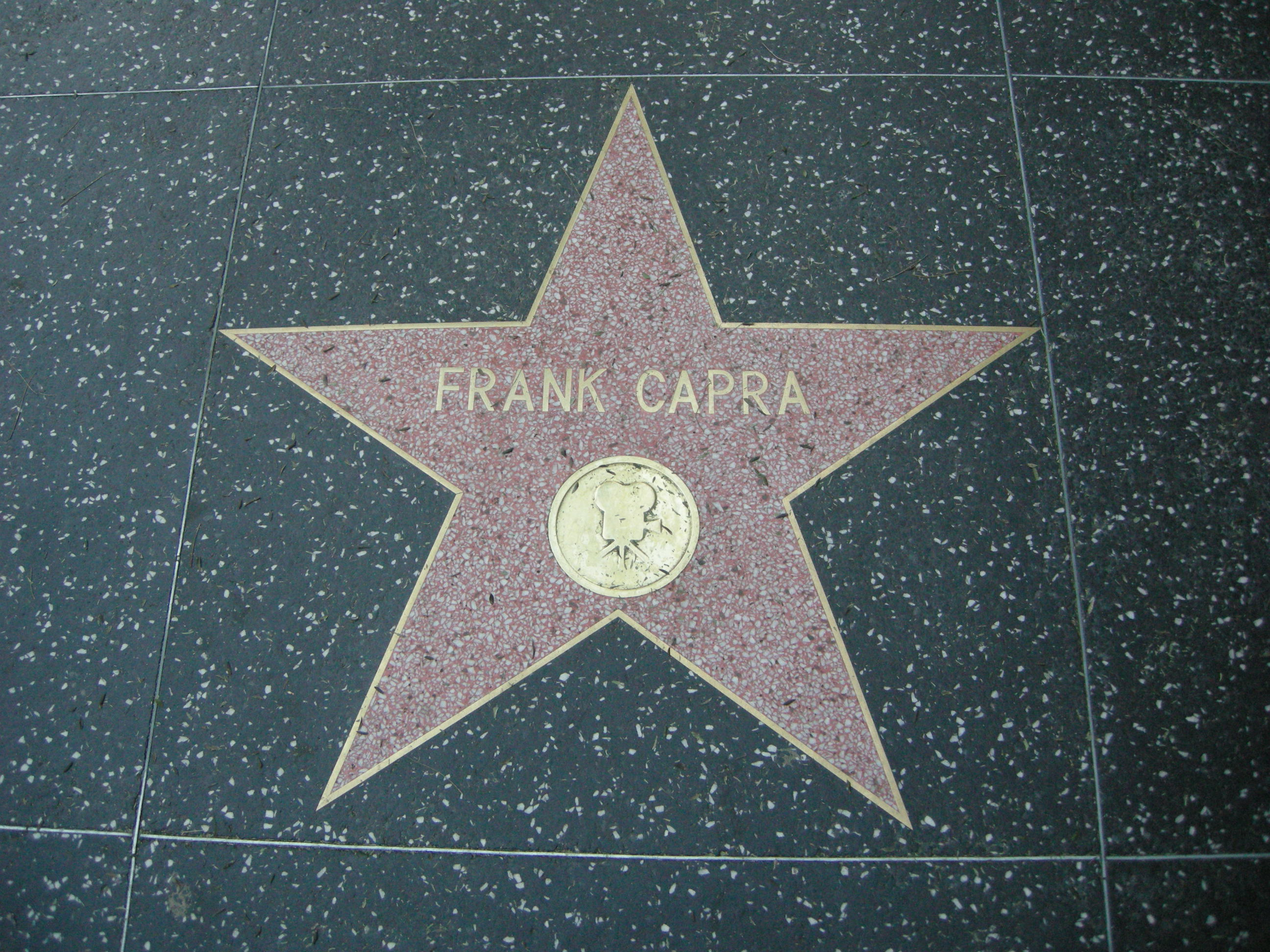
ستاره فرانک کاپرا در بلوار مشاهیر هالیوود

فرانک راسل کاپْرا (۱۸ مه ۱۸۹۷–۳ سپتامبر ۱۹۹۱)، (به انگلیسی: Frank Capra) کارگردان سرشناس ایتالیایی-آمریکایی و در کنار فیلمسازانی مثل آلفرد هیچکاک، جان فورد و هاوارد هاکس، از مهم‌ترین فیلمسازان سینمای کلاسیک هالیوود پیش از جنگ جهانی دوم بود.
فرانک کاپرا سینماگری است که رویاهای زندگی آمریکایی را به بهترین شکل ممکن بر پرده نقره‌ای به تصویر کشید.
وی بیشتر به خاطر کمدی‌های اجتماعی پراحساسش شهرت دارد؛ ولی در کارنامه ۴۰ ساله‌اش انواع فیلم‌ها را می‌توان یافت.
کاپرا با سه اسکار بهترین کارگردانی همراه با ویلیام وایلرو اینگماربرگمان و پس از جان فورد (با چهار اسکار کارگردانی) جزو رکوردداران دریافت جایزه اسکار بهترین کارگردانی است.

## زندگی
وی زادهٔ سیسیل در ایتالیا است و در شش سالگی به همراه خانوادهٔ خود به آمریکا مهاجرت کرد. کاپرا ابتدا به کارهای مختلفی در سینما دست زد. اولین تجربه مهم وی در هالیوود، نوشتن فیلمنامه در استودیو مک سنت در دههٔ ۲۰ است. در سال ۱۹۲۶ برای اولین بار در مقام کارگردانی قرار گرفت و فیلم "ولگرد، ولگرد، ولگرد" را با بازی هری لنگدون ساخت. این فیلم با معرفی جوآن کراوفورد هنرپیشه بزرگ سینمای کلاسیک نیز همراه بود. همکاری بین کاپرا و لنگدون با دو فیلم دیگر به نام‌های مرد قوی (۱۹۲۶)، و شلوار بلند (۱۹۲۷) ادامه یافت. این سه فیلم از بهترین فیلمهای هری لنگدون هستند. در سال ۱۹۲۸ کاپرا برای اولین بار در مقام تهیه‌کننده نیز قرار گرفت و کمدی صامت این چیز معین را با بازی وایولا دینا ساخت.
پس از این دوره مسیر زندگی کاپرا با پیوستن به کمپانی کلمبیا تغییر اساسی پیدا کرد و وی در سال ۱۹۳۴ با کمدی بی نظیر در یک شب اتفاق افتاد توانست جایزه اسکار را دریافت کند. (این فیلم برای اولین بار در تاریخ سینما جایزه «۵ بزرگ» را به‌دست آورد). در  آقای دیدز به شهر می‌رود و خرمن تصادفی او باز هم تصویری فاتحانه و ایدئالیستی از جامعه آمریکا به نمایش می‌گذارد و با آقای اسمیت به واشینگتن می‌رود یک بار دیگر اثری ستودنی را خلق می‌کند.
پس از خلق تعداد زیادی از شاهکارهای تحسین‌برانگیز سینمای کلاسیک توسط وی در دهه ۳۰ و همچنین بردن سه اسکار کارگردانی برای فیلمهای در یک شب اتفاق افتاد، آقای دیدز به شهر می‌رود و نمی‌توانی این را با خودت ببری، او نیز همچون دیگر کارگردان‌های بزرگ سینمای آمریکا به جبهه‌های جنگ جهانی رفت تا فیلم‌های مستند از جنگ تهیه کند. از جمله این مستندها پیش‌درآمدی برای جنگ (۱۹۴۲) بود که اولین فیلم از مجموعه‌فیلم‌های مستند پروپگاندای چرا می‌جنگیم؟ بود. کاپرا در خلال جنگ تصمیم به ساخت آرسنیک و تور کهنه (۱۹۴۴) با بازی کری گرانت می‌گیرد. این فیلم یکی از شاهکارهای کمدی سیاه در تاریخ سینما و فیلمی تأثیرگذار در کارنامه کاپرا است. اما بیشتر کاپرا را با چه زندگی شگفت‌انگیزی می‌شناسند که او در سال ۱۹۴۶ آن را ساخت و اکنون با گذشت بیش از شصت سال از زمان ساختش به یکی از محبوب‌ترین فیلم‌ها نزد سینما دوستان آمریکایی و مردم جهان بدل گردیده‌است.
این فیلم توسط بنیاد فیلم آمریکا به عنوان امید بخش‌ترین فیلم تاریخ سینما انتخاب شده‌است.
کاپرا پس از چه زندگی شگفت‌انگیزی که در آن سال با شکست تجاری مواجه گشت تنها ۹ فیلم دیگر ساخت که دو تای آن‌ها نیز بازسازی فیلم‌های سابق خود بود. یه عالمه معجزه (۱۹۶۱) با بازی بتی دیویس و گلن فورد (بازسازی فیلم خانمی برای یک روز ساخته خودش در سال ۱۹۳۳) آخرین ساخته این استاد هنر سینما است.
کاپرا در ۳ سپتامبر ۱۹۹۱ در سن ۹۴ سالگی درگذشت.

## گزیده فیلم‌شناسی
1. ۱۹۲۶ - مرد قوی (اولین فیلم بلند کاپرا)
2. ۱۹۲۷ - شلوار بلند
3. ۱۹۲۷ - برای عشق مایک
4. ۱۹۲۸ - پس این عشق است؟
5. ۱۹۲۸ - قدرت رسانه
6. ۱۹۲۹ - نسل جوان
7. ۱۹۲۹ - پرواز
8. ۱۹۳۰ - زنان آسوده‌خاطر
9. ۱۹۳۰ - تحت هر شرایطی
10. ۱۹۳۱ - کشتی هوایی
11. ۱۹۳۱ - زن معجزه
12. ۱۹۳۱ - دختر مو نقره‌ای
13. ۱۹۳۲ - ممنوع
14. ۱۹۳۲ - جنون آمریکایی
15. ۱۹۳۳ - چای تلخ ژنرال ین
16. ۱۹۳۳ - خانمی برای یک روز
17. ۱۹۳۴ - در یک شب اتفاق افتاد
18. ۱۹۳۴ - برادوی بیل
19. ۱۹۳۶ - آقای دیدز به شهر می‌رود
20. ۱۹۳۷ - افق گمشده
21. ۱۹۳۸ - نمی‌توانی این را با خودت ببری
22. ۱۹۳۹ - آقای اسمیت به واشینگتن می‌رود
23. ۱۹۴۱ - ملاقات با جان دو
24. ۱۹۴۴ - آرسنیک و تور کهنه  (ساخته‌شده در ۱۹۴۱)
25. ۱۹۴۶ - چه زندگی شگفت‌انگیزی
26. ۱۹۴۸ - وضعیت کشور
27. ۱۹۵۰ -  سوارکاری در اوج (بازسازی فیلم برادوی بیل)
28. ۱۹۵۱ - داماد وارد می‌شود
29. ۱۹۵۹ - حفره ای در سر
30. ۱۹۶۱ -  یه عالمه معجزه (بازسازی فیلم خانمی برای یک روز)

مستند : 
1. ۱۹۴۴ - نبرد چین (ششمین فیلم مستند پروپگاندا از مجموعه‌فیلم‌های چرا می‌جنگیم؟)
2. ۱۹۴۲ - پیش‌درآمدی برای جنگ (اولین فیلم مستند پروپگاندا از مجموعه‌فیلم‌های چرا می‌جنگیم؟)

## جوایز گلدن گلوب
- برنده بهترین کارگردانی در چهارمین دوره - ۱۹۴۶